# Allobates juanii
Allobates juanii е вид земноводно от семейство Aromobatidae. Видът е критично застрашен от изчезване.

## Разпространение
Разпространен е в Колумбия.

## Описание
Популацията на вида е намаляваща.